# Божидар Петровић (пилот)
Уколико сте тражили другу особу, погледајте — Божидар Петровић и Бошко Петровић.
Божидар Бошко Петровић (Бела Паланка, 7. април 1911 — Брунете, 18. јул 1937) био је студент права, фудбалер и пилот-ловац Ваздухопловства Народне републиканске армије.

## Биографија
Рођен је 7. априла 1911. године у Белој Паланци. Као гимназијалац се повезао са омладинским и комунистичким покретом.
Студирао је право у Београду. Завршио је школу резервних ваздухопловних официра Југословенске војске и постао пилот Југословенског краљевског ратног ваздухопловства 1934. године. Ловачку школу је завршио 1936. године. Као фудбалер је био део Фудбалског клуба Војводина и југословенске фудбалске репрезентације 1934. године.
У Шпанском грађанском рату учествује од децембра 1936. године у републиканском ратном ваздухопловству. Оборио је седам фашистичких авиона и постао један од најпознатијих пилота републиканског ваздухопловства.
Погинуо је 18. јула 1937. године, за време ваздушних борби код града Брунете у Шпанији.